# Frumușica
Frumușica – miejscowość i gmina w Mołdawii, w rejonie Florești. W 2014 roku liczyła 1556 mieszkańców.